# ToyZ
Albums de Cinema Bizarre
Final Attraction
(2008) BANG!
(2010)
Singles
1. I Came 2 Party
Sortie : 2009
2. My Obsession
Sortie : 2009

ToyZ est le deuxième album du groupe Cinema Bizarre sorti le 21 août 2009 juste après leur tournée américaine en tant que première partie de la chanteuse Lady Gaga (et quelques dates en tant que groupe principal). Un mélange de cet album ainsi que du premier, Final Attraction, est sorti aux États-Unis sous le nom de BANG!, le 25 août, sous le label de Cherrytree Records.
Les chansons ont été écrites et coécrites par le groupe lui-même ou par Michelle Leonard, Christian Neander, Kiko Masbaum, Brian Molko (Hypnotized by Jane) et Space Cowboy (Alias Nick Dresti, pour I came 2 Party qu'il chante avec Strify).
Le CD en lui-même permet d'accéder à un site privé contenant une vidéo "Roadshow", présentant les membres du groupe lors de leur voyage en Amérique. En outre, on peut y voir les coulisses, dles membres de l'équipe technique, les différentes chambres d'hôtel qu'ils ont eu, des anecdotes de concert et quelques "délires" (Strify et Shin imitant des présentatrices télé allemandes, par exemple) ainsi que des infos sur l'écriture des chansons (la base de Out of Love, entre autres). Certains morceaux de la vidéo ont été présentés dans les CBTV du groupe (épisodes hebdomadaires présentés sur Youtube avec interviews, coulisses et extraits de chansons disponibles sur le chanel officiel des Cinema Bizarre).

## Origine du nom de l'album
Le chanteur Strify explique à un magazine russe[Lequel ?] :
"Je pense que tout le monde aime jouer. La véritable question est : Avec quoi voulons-nous jouer ? Ce titre à un double sens. Pour certain, "toys" est quelque chose de très enfantin, naïf et innocent. Mais les adultes ont leurs propres jeux : très souvent injustes et sales. Ils jouent avec l'argent, le pouvoir et le sexe. Tout le monde a ses secrets, et une personne peut jouer avec l'esprit d'une autre. Dans le titre de cet album, il y a beaucoup de choses impliquées à la fois."
Et le guitariste rajoute que le "Z" est une façon de jouer avec le titre et le mot "toys". "C'est aussi plus beau avec un Z".

## Reprises
Dans l'album figure trois reprises : Get it on - Bang a Gong, par T. Rex (renommée Bang a Gong (Get it on)), que l'on peut trouver sur le disque 2 de la version deluxe, ainsi que Sag' mal weinst du? de Echt, traduite et réécrite en anglais pour devenir Are you Crying, toujours dans le second disque.
We like to party de Space Cowboy contient le couplet qu'on peut entendre vers 2:40 pour devenir le refrain de I Came 2 Party, transformé légèrement (You like to party, and we like to party, so why don't we party together = I came to party, you came to party, so why don't we party together).

## Liste des chansons
1. Le Générique - 1:20
2. Touching and Kissing - 3:37
3. I Came 2 Party - 3:28
4. Deeper and Deeper - 3:29
5. Erase and Replace - 4:17
6. My Obsession - 3:59
7. Je ne regrette rien - 3:24
8. Dark Star - 3:22
9. ToyZ - 3:43
10. In your Cage - 4:13
11. Heaven is Wrapped in Chains - 3:23
12. Hypnotized by Jane - 3:50
13. Blasphemy - 4:09
14. I don't wanna know (If u got laid) - 3:24
15. Out of Love - 3:37
16. Sad day (For Happiness) - 3:49
17. Tears in Vegas - 3:57
18. Le Générique de fin - 1:17

### Édition Deluxe
CD1
1. Le Générique - 1:20
2. Touching and Kissing - 3:37
3. I Came 2 Party - 3:28
4. Deeper and Deeper - 3:29
5. Erase and Replace - 4:17
6. My Obsession - 3:59
7. Je ne regrette rien - 3:24
8. Dark Star - 3:22
9. ToyZ - 3:43
10. In your Cage - 4:13
11. Heaven is Wrapped in Chains - 3:23
12. Hypnotized by Jane - 3:50
13. Blasphemy - 4:09
14. I don't wanna know (If u got laid) - 3:24
15. Out of Love - 3:37
16. Sad day (For Happiness) - 3:49
17. Tears in Vegas - 3:57
18. Le Générique de fin - 1:17

CD 2
1. American Beauty - 3:43
2. Modern Lover - 3:52
3. Bang a Gong (Get it on) - 3:21
4. Are you crying - 4:51

## Singles

### I Came 2 Party
Le single est sorti le 7 août 2009 en Europe, le 11 août aux États-Unis, en deux versions : CD 2 titres et CD Premium.
La chanson en elle-même a été écrite par Space Cowboy et le couplet figure déjà sur une de ses chansons : We like to party, de son album Digital Rock Star. D'après le groupe, le reste de la chanson aurait été pensé pendant un "rendez-vous" dans la chambre d'hotel de Space Cowboy lors de la tournée avec Lady Gaga.
Dans le single figure la chanson "Crashing and Burning". Les paroles ont été écrites par Strify et la musique composée par Yu.
Le lien qui est inclus dans la version premium donne sur une page qui contient une vidéo faite par le batteur, Shin, de 6:30 minutes.

### My Obsession
La chanson a été écrite par Strify, Michelle Leonard, Christian Neander et Kiko Masbaum. Le chanteur déclare dans une vidéo qu'il a posté sur le compte officiel Buzznet du groupe qu'il a eu beaucoup de plaisir à l'écrire, l'enregistrer et aime la jouer en concert.
Le CD devrait contenir une autre vidéo faite par Shin, d'une dizaine de minutes, et en face B le titre "It's Over" que les Cinema Bizarre ont mis en entier sur Youtube le 24 décembre 2008, afin d'officialiser la présence de Romeo dans le groupe.